# Charles Baudouin
Charles Baudouin, född 1893 och död 1963, var en fransk psykolog.
Baudouin var professor vid J.J. Rousseau-institutet och föreläsare vid filosofiska fakulteten i Genève, och utvecklade i sin doktorsavhandling Suggestion et autosuggestion (1919, svensk översättning 1923) under påverkan från psykologiska skolan i Genève och från psykoanalysen den så kallade nya Nancyskolan och Émile Coués läror om självsuggestionen. 
Bland hans arbeten märks bland annat Études de psychoanalyse (1922). På svenska har även utgetts Makten i vår själ: Personligehtens och det inre livets utveckling (1925).